# Tetrapathaea
Tetrapathea je rod iz porodice Passifloraceae.
Vrsta iz ovog roda je Tetrapathea tetrandra, a status jedne vrste nije riješen.